# Гленн Віктор Сутанто
Гленн Віктор Сутанто (7 листопада 1989) — індонезійський плавець.
Учасник Олімпійських Ігор 2016 року.
Переможець Ігор Південно-Східної Азії 2009, 2011 років, призер 2007, 2013, 2015, 2017, 2019 років.